# Joe Aribo
Joseph Oluwaseyi Temitope Ayodele-Aribo (ur. 21 lipca 1996 w Camberwell) – nigeryjski piłkarz, występujący na pozycji środkowego pomocnika w angielskim klubie Southampton oraz w reprezentacji Nigerii. Srebrny medalista Pucharu Narodów Afryki 2023. Uczestnik Pucharu Narodów Afryki 2021.

## Kariera klubowa
Swoją karierę piłkarską Aribo rozpoczął w klubie Staines Town. W sezonie 2014/2015 grał w nim w rozgrywkach Conference South (VI poziom rozgrywkowy). W 2015 roku został zawodnikiem grającego w Championship, Charltonu Athletic. W sezonie 2015/2016 Charlton spadł do Football League One, jednak Aribo swój debiut w tym klubie zaliczył dopiero w sezonie 2016/2017. Fakt ten miał miejsce 17 grudnia 2016 w przegranym 0:2 domowym meczu z Peterborough United. Zawodnikiem Charltonu był do końca sezonu 2018/2019.
1 lipca 2019 Aribo został zawodnikiem Rangers, do którego trafił na zasadzie wolnego transferu. W zespole Rangers swój debiut zaliczył 4 sierpnia 2019 w zwycięskim 2:1 wyjazdowym meczu z Kilmarnock. W sezonie 2019/2020 został z Rangers wicemistrzem Szkocji, a w sezonie 2020/2021 wywalczył z nim mistrzostwo Szkocji.

## Statystyki kariery
Stan 21 maja 2022
| Sezon   | Klub              | Kraj    | Rozgrywki        | Mecze | Gole |
| ------- | ----------------- | ------- | ---------------- | ----- | ---- |
| 2014/15 | Staines Town      | Anglia  | Conference South | 22    | 0    |
| 2015/16 | Charlton Athletic | Anglia  | Championship     | 0     | 0    |
| 2016/17 | Charlton Athletic | Anglia  | League One       | 19    | 0    |
| 2017/18 | Charlton Athletic | Anglia  | League One       | 26    | 5    |
| 2018/19 | Charlton Athletic | Anglia  | League One       | 36    | 9    |
| 2019/20 | Rangers F.C.      | Szkocja | Premier League   | 27    | 3    |
| 2020/21 | Rangers F.C.      | Szkocja | Premier League   | 31    | 7    |
| 2021/22 | Rangers F.C.      | Szkocja | Premier League   | 34    | 8    |

## Kariera reprezentacyjna
W reprezentacji Nigerii Aribo zadebiutował 10 września 2019 w zremisowanym 2:2 towarzyskim meczu z Ukrainą, rozegranym w Dnieprze i w debiucie strzelił gola. W 2022 roku został powołany do kadry na Puchar Narodów Afryki 2021, na którym rozegrał trzy mecze: z Egiptem (1:0), z Sudanem (3:1) i w 1/8 finału z Tunezją (0:1).